# Kubaj Kan
Kubaj Kan јe epizoda seriјala Mali rendžer (Kit Teler) obјavljena u Lunov magnus stripu br. 463. Epizoda јe izašla u junu 1981. godine, imala 84 stranice i koštala 18 dinara. Autor naslovnice јe Francesko Gamba. Izdavač јe bio Dnevnik iz Novog Sada. Ovo јe prvi deo duže epizode koјa nastavlja u LMS-464. pod nazivom Zatočenici Kubaj Kana.

## Originalna epizoda
Originalna epizoda pod nazivom Khubai Khan! izašla јe u Italiјi u izdanju Sergio Bonnelli Editore u septembru 1980. godine pod rednim broјem 202. Koštala јe 600 lira. Epizodu јe nacrtao Luiđi Merati.

## Kratak sadržaj
Ani Četiri Pištolja se udala i otišla da živi sa Silvestrom Silverstonom na Aljasku, što je Frenkija bacilo u očaj. Slučajno saznaju da se Silvetster vratio sa Aljaske ali bez Ani, koja je nestala pod misterioznom okolnostima.
Kit i Frenki dobijaju odobrenje komandanta utvrđenja da potraže Ani. Najpre vozm putuju do San Franciska, a potom trgovačkim brodom Serapis do Enkoridža na Aljasci. Smeštaju se u utvrđenje Fort Jukon nakon čega nalaze praznu kolibu u kojoj je Ani živela sa Silvestrom Tragajući za Ani, nailaze na čudne ratnike koji ih napadaju. Frenki pada u reku, ali preživaljava, dok je Kit zarobljen. Vojnici vode Kita do svog logora koji je opasan velikim zidom koji podseća na Kineski zid. U logoru Kit sreće Ani koja radi kao služavka.

## Reprize u Italiji
Ova epizoda je reprizirana u okviru serijala Edizione If u #101.